# Anomaloglossus apiau
Anomaloglossus apiau é uma espécie de anfíbio da família Aromobatidae. Endêmica do Brasil, onde pode ser encontrada na Serra do Apiaú no estado de Roraima.